# Гри-гри (талисман)
Гри-гри — талисман вуду или амулет для защиты владельца от зла или на счастье. Для этого обычно используется небольшой матерчатый мешочек. Внутри содержится смесь одного и более ингредиентов: трав, масел, камней, костей, волос, ногтей или других специальных компонентов. Большое значение при этом придаётся как самим предметам, составляющим наполнение гри-гри, так и их количеству, что обусловлено нумерологическими соображениями.
Неотъемлемой частью гри-гри являются вещи или же органические элементы человека, создающего талисман. В случае если талисман передаётся другому человеку, это является символом покровительства и защиты.
Аналоги подобных талисманов встречаются в различных культурах мира:
- Омамори — Япония
- Булла (амулет) — Древний Рим
- Мешочек с травами — Индейцы северной Америки